# Paul et René Minon
Les frères Paul Minon (né le 7 août 1864) et René Minon (né le 14 janvier 1868) sont des auteurs et instituteurs français nés à Ribécourt dans l'Oise. Ils ont publié ensemble sous le nom de Minon frères.
Paul, Antoine, Clément Minon, est instituteur à Éclaibes dans le Nord jusqu'en 1904 puis à Villers-Sire-Nicole à partir de 1906.
René, Séraphin, Alexandre Minon, est instituteur à Hautmont dans le Nord jusqu'en 1903, puis journaliste à Avesnes dans le Pas-de-Calais. Il est membre titulaire de la Commission historique du département du Nord. Il est décédé le 6 décembre 1925 à Guise.

## Publications
- Hautmont et son abbaye : les environs : Boussières, Vieux-Mesnil, Hargnies, Pont sur Sambre, Hautmont, A. Laffineur, [1895]. Accessible en texte intégral sur LillOnum.
- A travers la France septentrionale : histoire, archéologie, géographie, folklore, Paris, A. Hatier, [impr. 1905]. Accessible en texte intégral sur LillOnum.